# Stensjön (Lillhärdals socken, Härjedalen)
Stensjön är en sjö i Härjedalens kommun i Härjedalen och ingår i Ljusnans huvudavrinningsområde. Sjön har en area på 1,27 kvadratkilometer och ligger 494,2 meter över havet. Sjön avvattnas av vattendraget Amsån.

## Delavrinningsområde
Stensjön ingår i det delavrinningsområde (685427-142430) som SMHI kallar för Utloppet av Stensjön. Medelhöjden är 522 meter över havet och ytan är 6,63 kvadratkilometer. Det finns inga avrinningsområden uppströms utan avrinningsområdet är högsta punkten. Amsån som avvattnar avrinningsområdet har biflödesordning 3, vilket innebär att vattnet flödar genom totalt 3 vattendrag innan det når havet efter 235 kilometer. Avrinningsområdet består mestadels av skog (64 procent) och sankmarker (11 procent). Avrinningsområdet har 1,27 kvadratkilometer vattenytor vilket ger det en sjöprocent på 19,2 procent.